# Xishuangbanna

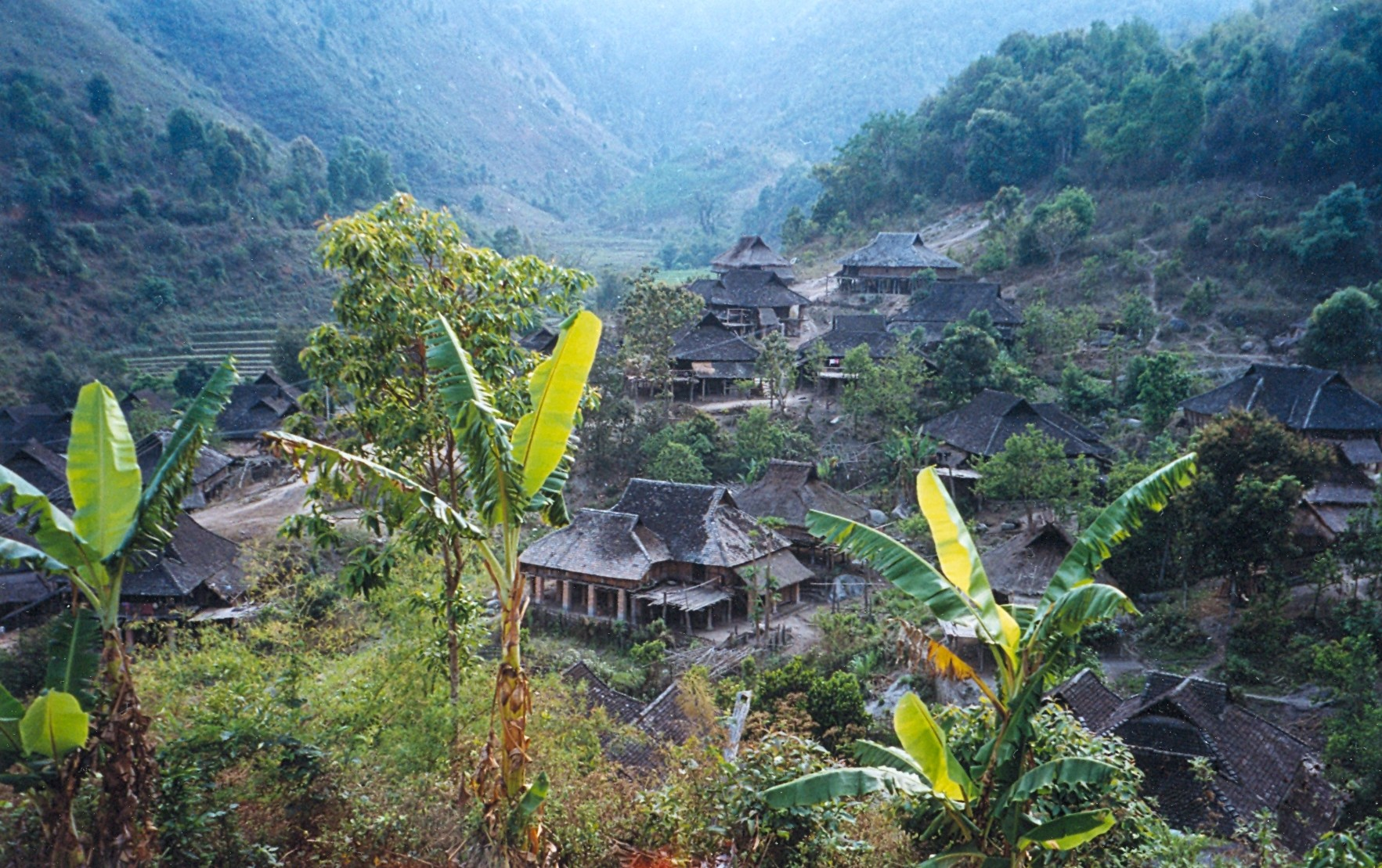
Das Dorf Manpo der Blang in Xishuangbanna

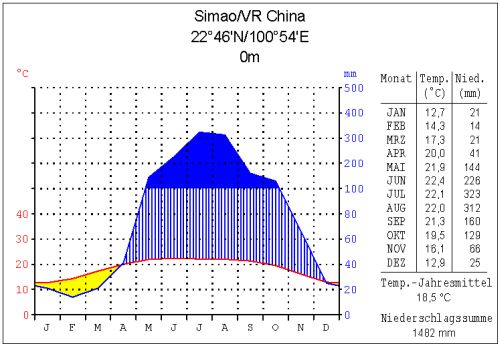
Klimadiagramm Simao/Xishuangbanna

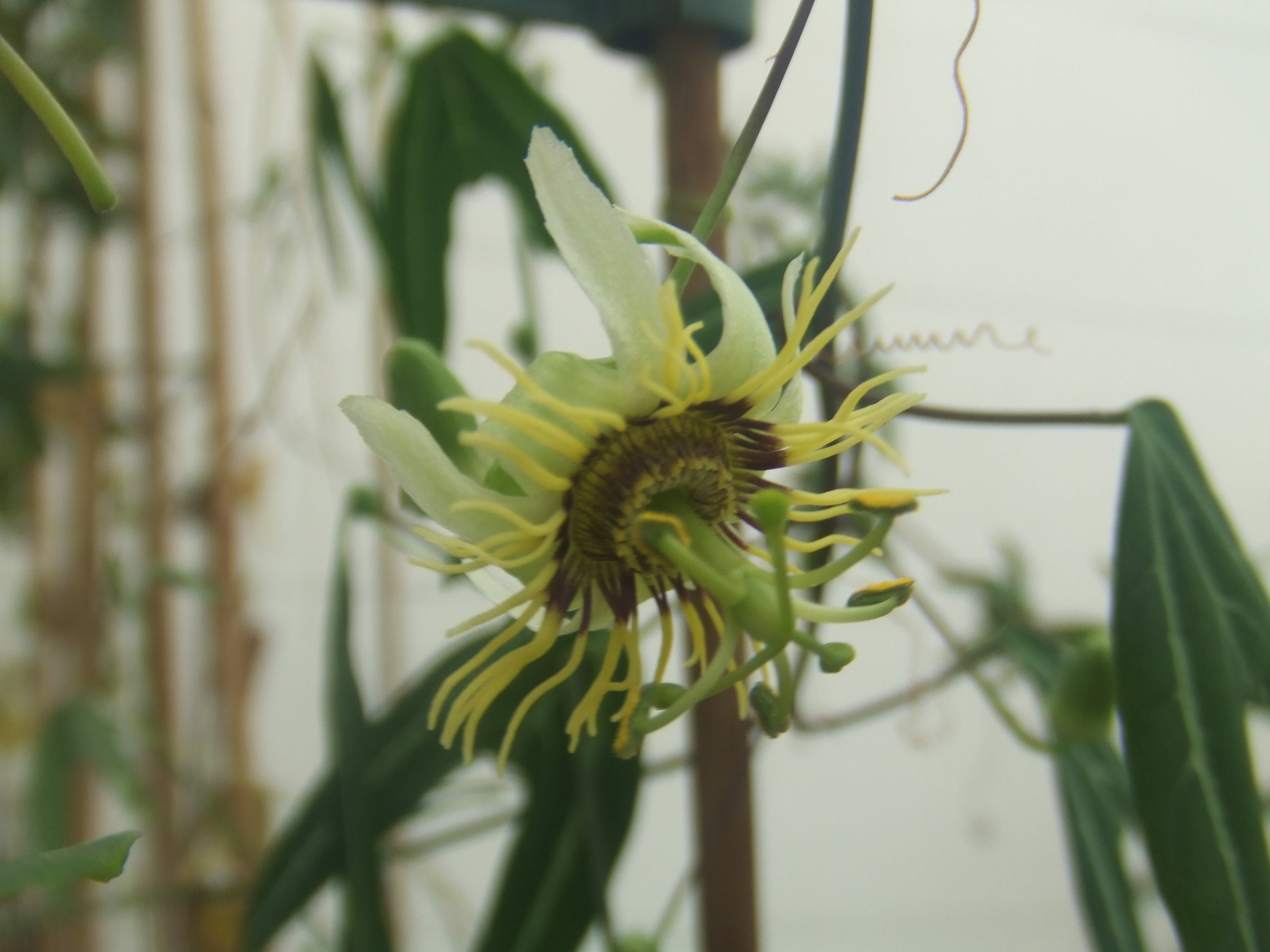
Passiflora xishuangbannaensis

Der autonome Bezirk Xishuangbanna der Dai (chinesisch 西雙版納傣族自治州 / 西双版纳傣族自治州, Pinyin Xīshuāngbǎnnà Dǎizú zìzhìzhōu; Tai Lü: ᦈᦹᧈ ᦈᦹᧈ ᦵᦋᦲᧁᧈ ᦘᦱ ᦉᦱ ᦺᦑ ᧑᧒ ᦗᧃ ᦓᦱ, Sipsong Panna, Aussprache: [sípsɔ́ng pǎnnǎ]) liegt im Süden der Provinz Yunnan (Volksrepublik China) an der Grenze zu Myanmar und Laos. Der Name stammt von der Dai-Bezeichnung (siehe oben), die „zwölf Gemeinden“ (wörtlich „zwölf Reisfeld-Gemeinden“) bedeutet (von Tai Lü: sip-song „zwölf“, pan „Dorf“/„Gemeinde“ und na „Reisfeld“). In der chinesischen Sprache wurde er phonetisch nachgebildet. Der autonome Bezirk hat eine Fläche von 19.066 km², wovon 95 % Bergland sind. Die Einwohnerzahl beträgt 1.301.407 (Stand: Zensus 2020). Seine Hauptstadt ist Jinghong am Ufer des Lancan Jiang (Mekong). Jahrhundertelang bestand dort ein gleichnamiges Fürstentum der Dai (bzw. Tai). Sipsongpanna wurde 1401 ein Vasall Ming-Chinas. Aufgrund ihrer Artenvielfalt wurde die Region Xishuangbanna von der UNESCO als Biosphärenreservat anerkannt.

## Geographie
Im Unterschied zu den meisten Teilen Yunnans liegt Xishuangbanna niedriger, so dass das Klima feucht-tropisch bzw. subtropisch ist und die Vegetation z. T. aus tropischem Feuchtwald besteht. Passiflora xishuangbannaensis ist eine Passionsblume, die vor Kurzem entdeckt worden ist.

## Administrative Gliederung
Auf Kreisebene setzt sich Xishuangbanna aus einer kreisfreien Stadt und zwei Kreisen zusammen. Diese sind (Stand: Zensus 2020):
- Stadt Jinghong (景洪市), 6.865 km², 642.737 Einwohner;
- Kreis Menghai (勐海县), 5.370 km², 353.720 Einwohner, Hauptort: Großgemeinde Menghai (勐海镇);
- Kreis Mengla (勐腊县), 6.830 km², 304.950 Einwohner, Hauptort: Großgemeinde Mengla (勐腊镇).

## Bevölkerung und ethnische Zusammensetzung
Beim Zensus im Jahr 2005 hatte Xishuangbanna 1.049.600 Einwohner (Bevölkerungsdichte: 53,2 Einw./km²).
| Name des Volkes                                     | Einwohner | Anteil |
| --------------------------------------------------- | --------- | ------ |
| Dai                                                 | 358.930   | 34 %   |
| Han                                                 | 255.294   | 24 %   |
| Hani                                                | 205.501   | 20 %   |
| Lahu                                                | 59.118    | 6 %    |
| Yi                                                  | 52.926    | 5 %    |
| Blang                                               | 46.642    | 4 %    |
| Jino                                                | 25.316    | 2 %    |
| Yao (2000)                                          | 18.679    | 1,88 % |
| Miao (2000)                                         | 11.037    | 1,11 % |
| Bai (2000)                                          | 5.931     | 0,6 %  |
| ethnische Zugehörigkeit noch nicht definiert (2000) | 5.640     | 0,57 % |
| Hui (2000)                                          | 3.911     | 0,39 % |
| Va (2000)                                           | 3.112     | 0,31 % |
| Zhuang (2000)                                       | 2.130     | 0,21 % |
| Sonstige (2000)                                     | 2.807     | 0,3 %  |

Zwischen 1956 und 2005 ist der Anteil der Dai in Xishuangbanna von 50 % auf 34 % zurückgegangen, während der Anteil der Han-Chinesen von 7 % auf 24 % gestiegen ist.

## Geschichte
Auf dem Gebiet Xishuangbannas existierte ab dem 12. Jahrhundert ein Fürstentum der Tai Lü, dessen Eigenbezeichnung einfach Müang Lü, das heißt „Gemeinwesen der [Tai] Lü“, war. Dessen Hauptstadt war Chiang Hung, das heutige Jinghong. Daher wird das Staatswesen auch als Königreich Chiang Hung benannt. Es stand in enger Beziehung mit dem Königreich Lan Na (chinesisch 八百大甸, Babai-Dadian) der Tai Yuan, dessen Zentrum das heute thailändische Chiang Mai war. Die Mongolen nahmen 1282 Müang Lü ein. Gegen ihre Herrschaft gab es jedoch mehrere Aufstände und 1292 wurden sie mit Unterstützung der Truppen König Mangrais von Chiang Mai vertrieben. Nach 1309 schlossen die Tai- und die Mongolenherrscher ein Abkommen, nach dem Müang Lü tributpflichtig, aber ansonsten unabhängig blieb. Die engen kulturellen und wirtschaftlichen Beziehungen zu den anderen Tai-Staaten, die die gleiche Religion (den Theravada-Buddhismus) und sehr ähnliche Sprachen hatten, bestanden fort. So übernahmen die Lü ebenso wie die Tai Khün in Keng Tung (im heutigen Shan-Staat Myanmars) die Lanna-Schrift aus Chiang Mai.
In chinesischen Quellen aus der Zeit der Ming-Dynastie wird Müang Lü als Cheli (車里) bezeichnet, seine Herrscher wurden als Tusi, also einheimische Stammeshäuptlinge, anerkannt. 1384 richtete die chinesische Verwaltung eine „Befriedungskommission“ für Cheli ein, die der Regionalen Militärkommission von Yunnan unterstand. Im Jahr 1401 griff der Herrscher der Lü, Tau Se Da Xam (chinesisch Dao Xianda), ein benachbartes Tai-Fürstentum an. Die chinesischen Offiziere in Yunnan baten die Regierung, gegen das Gemeinwesen der Lü zu intervenieren. Der Kaiserhof drängte zur Vorsicht, drohte aber Truppen zu entsenden, woraufhin sich die Soldaten der Lü zurückzogen und ihr Fürst eine Gesandtschaft an den Kaiserhof entsandte. Ab diesem Zeitpunkt betrachtete die chinesische Seite Müang Lü als ihren Vasallen. In der Folgezeit entrichteten die Lü regelmäßig Tribut und stellten Truppen für chinesische Militärkampagnen. 1405 beteiligten sie sich sogar an einem Feldzug gegen ihre einstigen Verbündeten in Chiang Mai.
Im Jahr 1421 versuchten die Chinesen, einen Konflikt innerhalb der Lü-Aristokratie auszunutzen und deren Staatswesen in einen südwestlichen und einen nordöstlichen Teil zu spalten, indem sie zwei Gegenherrscher anerkannten. Dies gelang jedoch nicht und das Fürstentum vereinte sich wieder. In den 1440er Jahren stellten die Lü ein Kontingent in dem gewaltigen Heer Ming-Chinas, dass den Tai-Staat Müang Mao (heute autonomer Bezirk Dehong) unterwarf. In den 1450er Jahren gab es erneut Thronfolgestreitigkeiten in Chiang Hung. Diesmal intervenierte nicht China, sondern für die eine Partei Chiang Mai und für die andere das Fürstentum der Tai Khün in Keng Tung. Die politischen Verhältnisse ab dem 15. Jahrhundert blieben mit häufigen internen Streitigkeiten, ständig wechselnden Allianzen und Konflikten, mal mit Ming-China, mal mit Birma und mal mit anderen Tai-Völkern kompliziert. Unter letzteren gab es aber durch wandernde Mönche und Gelehrte sowie Heiratsallianzen unter den Fürstenhäusern zunehmende Verflechtungen.
Um 1560 wurde Chiang Hung dann von den Truppen des charismatischen und militärisch sehr erfolgreichen birmanischen Königs Bayinnaung eingenommen, der binnen weniger Jahre durch ständige Eroberungen ein riesiges südostasiatisches Reich schuf. Soldaten der Lü gehörten dann neben vielen anderen Völkern der gewaltigen Streitmacht an, die 1569 die siamesische Hauptstadt Ayutthaya einnahm. Im selben Jahr wurde der Lü-Herrscher Tsau Ain Muong mit einer birmanischen Prinzessin verheiratet. In der Zeit der birmanischen Oberherrschaft wurde das Gemeinwesen der Lü 1570 in zwölf Bezirke eingeteilt, die Panna oder Banna (wörtlich „Reisfeld-Gemeinden“) genannt wurden. Darauf geht der traditionelle Name Sipsong Panna und damit auch der heutige Name Xishuangbanna zurück. Ab dieser Zeit sandte Sipsong Panna Tribut an die birmanischen Könige, zunächst der Taungu-, später der Konbaung-Dynastie. Zugleich wurden es unter der Ming- und der darauffolgenden Qing-Dynastie weiterhin als Vasall Chinas betrachtet. Dieses „Kondominium“ wurde vonseiten des Lü-Adels mit dem Ausspruch Ho pin Po, Man pin Mae („Die Chinesen als Vater, die Birmanen als Mutter“) zusammengefasst. Infolge der Niederlage Konbaung-Birmas im Ersten Anglo-Birmanischen Krieg 1826 schwand der birmanische Einfluss auf Sipsong Panna.
Nach dem Ende der Kaiserherrschaft und der Ausrufung der chinesischen Republik 1911 gab es zunehmende Zentralisierungstendenzen, die auch Sipsong Panna betrafen, aber nur begrenzten Erfolg hatten. Die einheimischen Tai-Lü-Fürsten (chao fa bzw. tusi) blieben noch bis zum Sieg der Kommunisten im Chinesischen Bürgerkrieg auf ihrem Thron. 1953 wurde Xishuangbanna zu einem autonomen Bezirk der Dai-Nationalität erklärt.

### Wirtschaft
Xishuangbanna ist eine der größten Kautschukanbauregionen Chinas. Weiterhin gibt es hier große Teeanbaugebiete für die Teesorte Pu-Erh und Einkünfte aus dem Tourismus.